# Foiled for the Last Time
Foiled for the Last Time è un doppio album discografico del gruppo musicale alternative rock statunitense Blue October, pubblicato nel 2007.
L'album contiene un CD live e un CD che rappresenta la versione "extended" dell'album Foiled.

## Tracce
CD 1: Foiled +
1. You Make Me Smile – 4:21
2. She's My Ride Home – 4:41
3. Into the Ocean – 3:59
4. What If We Could – 4:03
5. Hate Me – 6:20
6. Let It Go – 4:03
7. Congratulations (feat. Imogen Heap) – 4:01
8. Overweight – 4:24
9. X Amount of Words – 4:14
10. Drilled a Wire Through My Cheek – 4:32
11. Sound of Pulling Heaven Down – 4:42
12. Everlasting Friend – 4:05
13. 18th Floor Balcony – 4:32
14. Calling You – 3:48
15. X Amount Of Words (Paul Oakenfold Remix) – 4:08
16. X Amount Of Words (Carmen Rizzo Remix) – 5:46
17. It's Just Me [Hidden Track]- 4:40

CD 2: Teach Your Baby Well Live
1. For My Mother - 1:38
2. You Make Me Smile - 5:48
3. Sound of Pulling Heaven Down - 4:00
4. What if We Could - 4:21
5. She's My Ride Home - 5:27
6. Let It Go - 4:39
7. Angel - 4:24
8. Drilled a Wire Through My Cheek - 4:54
9. Everlasting Friend - 4:58
10. Into The Ocean - 4:15
11. 18th Floor Balcony - 5:01
12. Overweight - 5:26
13. X Amount of Words - 7:28
14. Hate Me - 6:33